# Peppermint Creeps
Peppermint Creeps е глем-пънк група от Лос Анджелис, САЩ, основана през 1997 година.
Стилът на музиката ѝ се доближава до този на Kiss.